# Tomoya Kitamura
Tomoya Kitamura (japanisch 北村 知也 Kitamura Tomoya; * 15. September 1996 in der Präfektur Kumamoto) ist ein japanischer Fußballspieler.

## Karriere
Kitamura erlernte das Fußballspielen in der Schulmannschaft der Hosho High School und der Universitätsmannschaft der Miyazaki-Sangyo-Keiei-Universität. Seinen ersten Vertrag unterschrieb er 2019 bei Roasso Kumamoto. Der Verein, der in der Präfektur Kumamoto beheimatet ist, spielte in der dritthöchsten Liga des Landes, der J3 League. 2021 feierte er mit Kumamoto die Meisterschaft der dritten Liga und den Aufstieg in die zweite Liga. Für Kumamoto absolvierte er 45 Ligaspiele. Dabei schoss er elf Tore. Nach dem Aufstieg verließ er den Verein und schloss sich dem Drittligisten Tegevajaro Miyazaki an.

## Erfolge
Roasso Kumamoto
- Japanischer Drittligameister: 2021  ▲